# Philip Haas
Philip Haas (1954) è un regista, sceneggiatore, produttore cinematografico e scultore statunitense.
I suoi lavori più importanti sono probabilmente le sculture (tra cui Winter e Colossus) realizzate per la mostra Le Quattro Stagioni (ispirata all'Arcimboldo) del 2012 e i suoi film Angeli e insetti (1995), candidato all'Oscar, e La musica del caso (1993).

## Biografia
Ha iniziato la sua carriera come documentarista, dirigendo una serie di dieci film-documentari, tracciando i profili di artisti contemporanei insoliti nei primi anni '90 con il tema Magicians of the Earth ("Maghi della Terra"), commissionato dal Centro Georges Pompidou. Per questa attività ha ricevuto un'onorificenza della Guggenheim Foundation nel 1991. Nel 1993 ha debuttato come regista cinematografico con La musica del caso (The Music of Chance), tratto dall'omonimo romanzo dello scrittore americano Paul Auster. Il film fu presentato al Festival di Cannes del 1993, nella sezione Un Certain Regard.
Nel 1995 realizzò il suo secondo film Angeli e insetti (Angels and insects), tratto dall'omonimo racconto di A.S. Byat, scrivendone la sceneggiatura a quattro mani, insieme alla moglie Belinda. Il film ottenne una candidatura alla Palma d'oro al Festival di Cannes 1995 e all'Oscar per i costumi nel 1997. Ed è proprio nel '97 che Haas dirige, scrive e produce Arancia rosso sangue (The Blood Oranges) tratto dall'omonimo romanzo (anche pubblicato come Arazzo d'amore) del 1971 di John Hawkes. Lo stesso anno, il film venne presentato in concorso al Toronto International Film Festival del 1997 nella sezione Special Presentations. Nel 2000 gira Una notte per decidere, adattamento cinematografico del romanzo In villa di W. Somerset Maugham. Nel 2006 realizza The Situation, un thriller politico ambientato in Iraq. 
Nel 2012, in Piazzetta Reale adiacente a piazza Duomo, durante la mostra su Arcimboldo, venne mostrata Winter, una sua scultura in vetroresina alta 5 metri, ispirata a Inverno. Così commentò l'artista:
(Philip Haas)
Nello stesso anno, Haas ha ultimato Colossus, un'enorme testa in vetroresina anch'essa ispirata ad Arcimboldo:
(Philip Haas)

### Vita privata
È sposato con Belinda Haas, anche lei sceneggiatrice.

## Opere artistiche

### Sculture
- Le Quattro Stagioni (2012):
  - Winter
  - Colossus
  - Spring

## Filmografia

### Regista

#### Cinema
- A Day on the Grand Canal with the Emperor of China or: Surface Is Illusion But So Is Depth - documentario (1988)
- The Singing Sculpture - cortometraggio (1992)
- Money Man - documentario (1992)
- La musica del caso (The Music of Chance) (1993)
- Angeli e insetti (Angels & Insects) (1995)
- Arancia rosso sangue (The Blood Oranges) (1997)
- Una notte per decidere (Up at the Villa) (2000)
- The Situation (2006)
- The Butcher’s Shop - cortometraggio (2008)
- The Death of Pentheus - cortometraggio (2009)

#### Televisione
- Magicians of the Earth: A Young Man's Dream and a Woman's Secret - documentario TV (1990)
- Magicians of the Earth: Kings of the Water - documentario TV (1991)
- Magicians of the Earth: The Giant Woman and the Lightning Man - documentario TV (1992)
- Magicians of the Earth: Senis Children - documentario TV (1992)
- The Lathe of Heaven - film TV (2002)

### Sceneggiatore
- La musica del caso (The Music of Chance) (1993)
- Angeli e insetti (Angels & Insects) (1995)
- Arancia rosso sangue (The Blood Oranges) (1997)
- The Death of Pentheus - cortometraggio (2009)

### Produttore
- The World of Gilbert & George, regia di George Passmore e Gilbert Prousch (1981)
- A Day on the Grand Canal with the Emperor of China or: Surface Is Illusion But So Is Depth - documentario (1988)
- Money Man - documentario (1992)
- Arancia rosso sangue (The Blood Oranges) (1997)
- The Death of Pentheus - cortometraggio (2009)

### Tributi
- Kujira, regia di Danny Samit - documentario (2008)

### Altro
- Jane Austen a Manhattan (Jane Austen in Manhattan), regia di James Ivory (1980) - assistente alla regia

## Premi e riconoscimenti
Festival di Cannes
- 1995 - Nomination Palma d'oro per Angeli e insetti

Festival di Venezia
- 2008 - Premio Open per The Butcher’s Shop[2]

Queer Lion
- 2008 - Corto cortissimo per The Butcher’s Shop